# Mărăcineni (gmina w okręgu Ardżesz)
Mărăcineni – gmina w Rumunii, w okręgu Ardżesz. Obejmuje miejscowości Argeșelu i Mărăcineni. W 2011 roku liczyła 5193 mieszkańców.